# Старобельский уезд
Старобельский уезд — административно-территориальная единица Воронежской и Харьковской губерний с центром в городе Старобельске, существовавшая с 1797 года по 1923 год. Уездный город — Старобельск.

## История
В 1779—1796 годах назывался Беловодский уезд по названию города Беловодск (был образован из 1-го Валуйского уезда и 2-го Осиновского комиссарства). В 1797 году административный центр уезда был переведён в Старобельск.
В 1796 году, после смерти Екатерины Второй, согласно Именному указу Павла Первого «О новом разделении государства на губернии», данного Сенату 12 декабря, Слободско-Украинская губерния восстановлена в рамках наместничества с изменением территории: в границах 1765 года, а территории Воронежской губернии, полученные в 1779 из Слободской губернии, были переданы обратно в Слободскую, в том числе и данный уезд.
Согласно сенатскому указу по Высочайше утверждённому докладу «Об отчислении от Слободско-Украинской губернии в Воронежскую трёх уездов и о восстановлении в Слободско-Украинской губернии трёх заштатных городов» от 29 марта 1802 года из Слободской губернии были переданы обратно в Воронежскую Богучарский, Острогожский и Старобельский уезды.
В 1802—1824 годах входил в состав Воронежской губернии.
Старобельский уезд был передан обратно в Слободскую губернию по именному указу, данному Сенату, от 9 января 1824 года.
В 1835 году губерния была переименована в Харьковскую.
В 1853 году в уезде работало 46 заводов.
В феврале 1919 года (реально полностью в 1920 году, поскольку значительная часть уезда была под контролем Донской армии ВСЮР) уезд был передан в состав новообразованной Донецкой губернии.
С апреля-мая 1919 по январь 1920 года уезд в основном входил в Харьковскую область «белого» Юга России, а частично (спорный район Беловодска) - во Всевеликое войско Донское.
В 1923 году уезд был расформирован.

## География
Уезд располагался на юге-востоке Харьковской губернии. На юге располагалась Екатеринославская губерния, на востоке — область Войска Донского, на севере — Воронежская губерния. Площадь территории уезда составляла 10 846,2 квадратных вёрст (12 350 км²). Старобельский уезд был самым крупным по площади в Харьковской губернии и занимал одну четвёртую её часть.

## Население
По переписи 1897 года население уезда составляло 359 285 человек, в том числе в городе Старобельск — 9801 жителей..

### Национальный состав
Национальный состав по переписи 1897 года:
- малороссы — 299 599 чел. (83,4 %),
- великороссы — 52 932 чел. (14,7 %),
- белорусы — 5303 чел. (1,5 %).

| Год  | Численность | Численность |
| ---- | ----------- | ----------- |
| 1860 | 197 373     | [ 5 ]       |
| 1897 | 359 285     | [ 6 ]       |
| 1917 | 530 000     | [ 7 ]       |

## Административное деление
В 1913 году в уезде было 42 волости:
| - Александровская — сл. Александровка, - Алексеевская — сл. Алексеевка, - Бараниковская — сл. Бараниковка, - Больше-Черниговская — сл. Больше-Черниговка, - Боровенская — сл. Боровеньское, - Боровская — с. Боровское, - Беловодская — сл. Беловодск, - Белокуракинская — сл. Белокуракино, - Белолуцкая — сл. Белолуцк, - Воеводская — сл. Воеводск, - Городищенская — сл. Городище, | - Евсугская — сл. Евсуг, - Зориковская — сл. Зориковская, - Каменская — сл. Каменка, - Колядовская — сл. Колядовка, - Кризская — сл. Кризская, - Курячевская — сл. Курячевка, - Литвиновская — сл. Литвиновка, - Марковская — сл. Марковка, - Мостовская — сл. Мостки, - Муратовская — сл. Муратово, - Никольская — сл. Никольское, | - Ново-Айдарская — сл. Новый Айдар, - Ново-Астраханская — сл. Ново-Астрахань, - Ново-Боровская — сл. Новая Боровая, - Ново-Белинская — сл. Ново-Белинка, - Ново-Россошанская — сл. Новый Россошан, - Осиновская — сл. Осинова, - Павловская — сл. Павловка, - Пантюхинская — сл. Пантюхина, - Петропавловская — сл. Петропавловка, - Песчанская — сл. Пески, | - Просянская — сл. Просянная, - Смольяниновская — сл. Смольянинова, - Старо-Айдарская — сл. Старый Айдар, - Старобельская — г. Старобельск, - Стрельцовская — сл. Стрельцовка, - Танюшевская — сл. Танюшевка, - Тимоновская — сл. Тимонова, - Трехизбенская — сл. Трехизбенская, - Штормовская — с. Штормово, - Шульгинская — сл. Шульгинка. |